# Radočaji
Radočaji este o arie protejată (sit de importanță comunitară — SCI) din Croația întinsă pe o suprafață de 0,63 ha, integral pe uscat.

## Localizare
Centrul sitului Radočaji este situat la coordonatele 45°06′29″N 15°38′42″E / 45.108°N 15.645°E.

## Înființare
Situl Radočaji a fost declarat sit de importanță comunitară în iulie 2013 pentru a proteja 1 specie de animale.

## Biodiversitate
Situată în ecoregiunea continentală, aria protejată nu include niciun habitat protejat.
La baza desemnării sitului se află o specie protejată de  nevertebrate: Austropotamobius torrentium.